# Мате Рудић
Матија (Мате) Рудић (? − 1826) био је велики бележник Суботице, котарски председник и судија Бачке жупаније. Потекао је из буњевачке породице која је добила племство 1755. године.

## Биографија
Био је подбележник, а затим бележник града Суботице. После је постао срески начелник (судија) Бачке жупаније. Године 1786. врховни комесар и окружни велики жупан Јохан Бахо поставио га је за свог секретара. У својству комесара одузимао је земљу сељацима који нису платили откупнину. Један је од првих арендатора села Бајмока. Због неподмиривања аренде дошао у сукоб са Магистратом Суботице и тадашњим краљевским комесаром Јожефом Глудовцем. Верује се да је први који је преузео поштански уред у Суботици, који доносио велике приходе у ратним годинама.
Поред 800 јутара земље у Суботици, стекао је трећину Бачалмаша и тиме придев „Аљмашки”. Касније је постао власник села Кунбаје.
Према оцени Гашпара Улмера, Рудић је био „један од најинтересантнијих ‘бизнисмена’.”.
Шеф тајне полиције Франц Готхарди овим га је речима 5. децембра 1790. године описао цару Леополду II: „Рудић, велики бележник из Суботице, племић који припада илирској нацији. Добронамеран човек”. Уз то је препоручио владару да разговара с њим, јер добар познавалац прилика на југу.
Као јакобинца пријавио га је децембар 1794. општински бележник Јожеф Ђенеш (мађ. Dienes József) да је „антирелигиозан, да ради на рушењу Хабзбуршке монархије, да пропагира француски систем”. Будући адвокат, Рудић се успешно одбранио од оваквих оптужаба. Стога га Угарска дворска канцеларија 3. августа 1795. наредила да се на жупанијској скупштини само јавно укори.